# Skinamarink
Skinamarink – kanadyjski horror z 2022 roku w reżyserii Kyle’a Edwarda Balla. W głównych rolach wystąpili Lucas Paul i Dali Rose Tetreault. Film miał premierę 25 lipca 2022 roku.

## Fabuła
Dwójka dzieci budzi się nocą w swoim domu i nie może znaleźć rodziców. Ponadto w budynku brakuje wszystkich okien i drzwi.

## Obsada
- Lucas Paul jako Kevin
- Dali Rose Tetreault jako Kaylee
- Ross Paul jako tata
- Jaime Hill jako mama[1]

## Produkcja
Zdjęcia do filmu kręcono w miejscowości Edmonton w Kanadzie.

## Odbiór

### Box Office
Budżet filmu szacowany jest na 15 tysięcy dolarów. W Stanach Zjednoczonych i Kanadzie film zarobił 2 mln USD. W innych krajach przychody były nieznaczne i wyniosły łącznie około tysiąca dolarów.

### Reakcja krytyków
Film spotkał się z pozytywną reakcją krytyków. W agregatorze recenzji Rotten Tomatoes 71% z 116 recenzji uznano za pozytywne, a średnia ocen wyniosła 6,2 na 10. Z kolei w agregatorze Metacritic średnia ważona ocen z 25 recenzji wyniosła 66 punktów na 100.
Film zaliczany jest niekiedy do gatunku horroru analogowego, który stanowi podgatunek horroru i odgałęzienie techniki filmów found footage.